# Primalskriket
Primalskriket om primalterapi : en ny metod att bota neuroser, är en bok av den amerikanske psykoterapeuten Arthur Janov, som i original utkom som The Primal Scream - Primal Therapy: The Cure for Neurosis 1970 på bokförlaget G.P. Putnam's Sons, New York ISBN 0-349-11834-5, till svenska av Philippa Wiking utgiven av Wahlström & Widstrand 1974 ISBN 91-46-16133-3.

## Tillkomst
Arthur Janov arbetade som psykoterapeut i Kalifornien under 1960-talet. Vid en gruppterapi sammankomst berättade en  patient, som i boken kallas Danny Wilson, om en föreställning av absurd teater i Camden Town, London som han sett. Performance artisten Raphael Montañez Ortiz, endast iförd ett par stora blöjor, sprängt oroligt runt på scenen och skrek mummy, daddy, mummy, daddy samtidigt som han kräktes i en plastpåse. Ortiz uppmanade publiken att göra detsamma. Berättelsen frigjorde ett uppdämt behov hos Arthur Janov som omedelbart började skriva boken om sin skapelse primalterapi.

## Innehåll
Primalskriket i original omfattar 446 sidor, uppdelat på 21 kapitel, samt en bibliografi och ett register. Den första delen tar upp primalterapis tillblivelse, patienters problem, neuroser, smärta, minnesbilder, spänningar och försvarssystem. Därefter handlar boken om behandlingen, om primalterapins relation till Sigmund Freud, psykoanalys, Wilhelm Reich, transcendental meditation, existentialism och psykodramaterapi. Den sista delen väver in patienters historier och erfarenheter med avsnitt om sexualitet, missbruk, rädsla, ilska och ångest. Arthur Janov och förlaget skickade ut recensionsexemplar till en brokig skara opinionsbildare och kulturpersonligheter som Andy Warhol, John Lennon, Joanne Woodward, Ken Kesey, R.D. Laing, Mick Jagger, Alice Miller och Pierre Trudeau. John Lennon sträckläste Primalskriket och bjöd Arthur och Vivian Janov till London för att lära Yoko Ono och han själv allt om primalupplevelser. 

## Primalskriket i Sverige
När Primalskriket utkom på svenska 1974 slog den ned som en bomb. Den debatterades, kritiserades, förkastades och hyllades. Den kom att dominera diskussionen om vårt behov av psykoterapi och kom att bitvis förlöjligas i media. Boken sålde drygt 40 000 exemplar på några år. I Sverige, USA, Frankrike och många andra länder är den fortfarande en av de mest sålda i sin kategori. Den svenska primalföreningen bildades och gav ut Primalbladet (1975-1979) och därefter Terapeutiskt forum (1980-1983). Arthur Janov besökte Sverige vid ett par tillfällen under 1970-talet. Sveriges Television spelade in en serie i tre delar - Primalterapi: vintern 1977.